# 刈谷市のスポーツ

愛知県における刈谷市の位置（濃赤）

この項では刈谷市のスポーツについて述べる。刈谷市は愛知県西三河地方南西部にあり、2021年12月時点の人口は153,405人で県内第10位である。「サッカーの町」として知られているほか、トヨタグループ主要企業の本社や工場が集積する自動車工業都市であることから、特に実業団（企業スポーツ）を中心としたスポーツが盛んな都市である。

## 主要スポーツチーム
太字は刈谷市ホームタウンパートナー参加チーム。
| 競技             | 男女     | クラブ                         | 所属リーグ                     | 運営母体                   | 設立年            | 備考 |
| ---------------- | -------- | ------------------------------ | ------------------------------ | -------------------------- | ----------------- | --- |
| サッカー         | サッカー | FC刈谷                         | 東海社会人リーグ1部（5部相当） | 三河ベイフットボールクラブ | 2006年 （1949年） | 2006年にデンソーサッカー部から移行。ホームスタジアムはウェーブスタジアム刈谷。                              |
| サッカー         | サッカー | 豊田自動織機サッカー部         | 愛知県1部（7部相当）           | 豊田自動織機               | 1946年            | 第1回日本サッカーリーグに出場。ホームグラウンドは大府市の豊田自動織機大府グランド。                         |
| サッカー         | サッカー | WYVERN                         | 東海社会人リーグ1部            | Wyvern                     | 2015年            | 元々はサッカースクール、トップチームは2023年より東海1部所属。豊田市、名古屋市などにもスクールあり。         |
| サッカー         | サッカー | AS刈谷                         | 東海社会人リーグ2部            | アスカからクラブチーム化   | 1989年            | AS刈谷の項目参照                                                                                            |
| バスケットボール | 男       | シーホース三河                 | B1リーグ                       | シーホース三河 株式会社    | 1947年            | 旧アイシン精機バスケットボール部。JBL優勝3回、オールジャパン優勝8回。ホームアリーナはウィングアリーナ刈谷。 |
| バスケットボール | 女       | デンソーアイリス               | Wリーグ                        | デンソー                   | 1962年            | 国体優勝6回。ホームアリーナはウィングアリーナ刈谷。                                                         |
| バスケットボール | 女       | トヨタ紡織サンシャインラビッツ | Wリーグ                        | トヨタ紡織                 | 1980年            | 全日本実業団準優勝1回。                                                                                     |
| バドミントン     | 男       | ジェイテクト                   | S/Jリーグ                      | ジェイテクト               |                   | |
| バレーボール     | 男       | ジェイテクトSTINGS             | V1リーグ                       | ジェイテクト               | 1958年            | Vチャレンジリーグ優勝3回、国体優勝1回。                                                                     |
| バレーボール     | 男       | アイシンティルマーレ           | V3リーグ                       | アイシン辰栄               |                   | |
| バレーボール     | 男       | トヨタ車体                     | 東海実業団（4部相当）          | トヨタ車体                 |                   | |
| バレーボール     | 女       | トヨタ車体クインシーズ         | V1リーグ                       | トヨタ車体                 | 1951年            | 皇后杯優勝1回、V1リーグ優勝1回。                                                                            |
| ソフトボール     | 女       | 豊田自動織機シャイニングベガ   | JDリーグ                       | 豊田自動織機               | 1952年            | 日本リーグ優勝8回、全日本選手権優勝3回。                                                                    |
| ハンドボール     | 男       | トヨタ車体ブレイブキングス     | 日本リーグ（1部）              | トヨタ車体                 | 1967年            | 日本リーグ2部優勝2回。                                                                                      |
| ラグビー         | 男       | 豊田自動織機シャトルズ愛知     | リーグワン（3部）              | 豊田自動織機               | 1984年            | ホームグラウンドは豊田自動織機刈谷グラウンド。                                                              |
| 卓球             | 男女     | 豊田自動織機卓球部             | 日本リーグ（2部）              | 豊田自動織機               |                   | |
| 陸上競技         | 男       | トヨタ紡織陸上部               | 中部実連                       | トヨタ紡織                 | 1995年            | |
| 陸上競技         | 女       | 豊田自動織機シャイニーブルー   | 中部実連                       | 豊田自動織機               | 2001年            | 全日本実業団駅伝優勝1回                                                                                     |
| 相撲             | 男       | アイシン相撲部                 |                                | アイシン                   | 1948年            | |

## 歴史

### 刈谷市のスポーツ
1936年（昭和11年）には刈谷町体育協会が創立され、太平洋戦争による混乱でいったんは活動を停止していたものの、市制施行から9年後の1959年（昭和34年）には刈谷市体育協会が創立された。1969年（昭和44年）には、愛知県内屈指のデザインと広さを持つ刈谷市体育館が開館。1993年（平成5年）には水田が広がっていた築地町に刈谷市総合運動公園が建設され、多目的グラウンドが設置された。1994年（平成6年）に愛知県で開催された第49回国民体育大会（わかしゃち国体）の際には、刈谷市はサッカー競技少年男子の会場となった。2000年（平成12年）に文部科学省がスポーツ振興基本計画を策定すると、刈谷市はいち早く総合型地域スポーツクラブ研究会を開催し、2004年（平成16年）以降に中学校区単位で順次地域スポーツクラブを立ち上げた。2007年（平成19年）には総合運動公園にウィングアリーナ刈谷（体育館）が開場し、多目的グラウンドにはウェーブスタジアム刈谷という愛称が付けられ、同時にグリーングラウンド刈谷（サブグラウンド）が整備された。2008年（平成20年）には刈谷市体育館の北側に隣接して武道館が建設された。

### 刈谷市の実業団

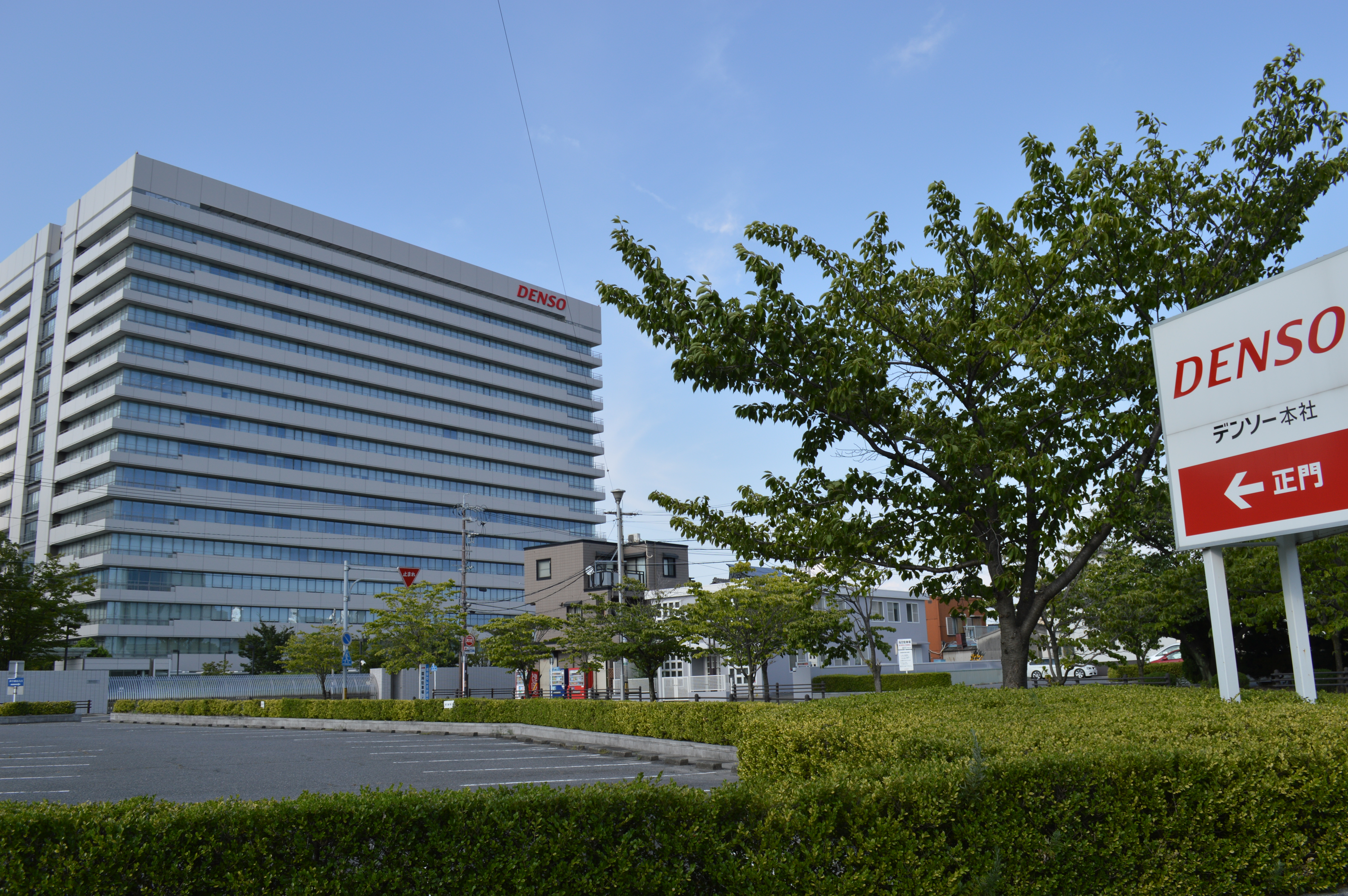
刈谷市に本社を構えるデンソー

刈谷市内に本拠地を持つスポーツチームを抱える豊田自動織機、アイシン、トヨタ紡織、デンソー、ジェイテクト、トヨタ車体は、いずれもトヨタグループ13社（オールトヨタ）に含まれる企業であり、各競技の全国リーグ1部でトヨタグループ同士が対戦することも多い。FC刈谷は特定非営利活動法人かえるスポーツクラブが運営する市民クラブだが、2006年まではデンソーサッカー部という名称で活動する実業団だった。
終戦直後からトヨタ自動車はスポーツ活動に傾注し、1947年（昭和22年）から1948年（昭和23年）には硬式野球部・男子バスケットボール部・女子ソフトボール部が相次いで創部されている。1951年（昭和26年）、トヨタグループ各社が参加する全豊田総合競技大会（トヨタオリンピック）の第1回大会が刈谷市で開催された。第1回大会にはトヨタグループの10社が参加し、翌年からは豊田市と刈谷市で交互に開催された。やがて開催地が三好町に固定されるが、各社は総合優勝を目指して有望な高校生を集めるなどし、トヨタオリンピックは実業団スポーツと愛知県のスポーツの発展に大きく貢献した。1995年（平成7年）の第45回大会が最後となったが、グループ13社から1万人以上が参加する大イベントだった。日本電装（現デンソー）の場合は、1958年（昭和33年）に発足した電友会という体育会組織の各競技チームが現在の実業団チームにつながっている。女子バレーボール部や女子ソフトボール部などの主力競技は嘱託社員によって構成されるセミプロチームであるが、大都市に本拠地を持つチームに比べると選手集めに苦労しているという。スポーツデザイン研究所の上柿和生は「（実業団の）休・廃部ゼロの大企業はトヨタぐらいだろう」としている。1990年代末から2000年代初頭には各地で実業団スポーツチームの休廃部が相次ぎ、1991年からの19年間でのべ300社以上の実業団チームが休廃部に追い込まれたが、刈谷市の実業団は1990年代以降に成績を伸ばしているチームが多い。

## 各競技

### サッカー

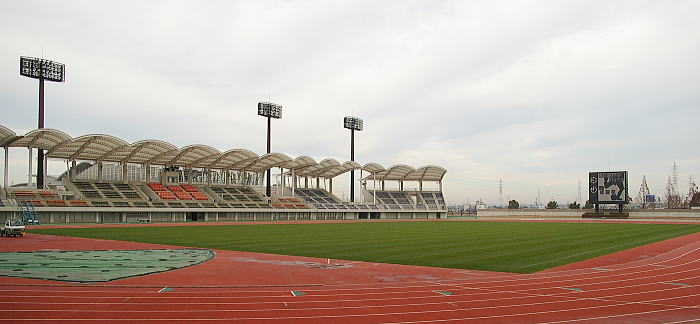
サッカーや陸上競技で使用されるウェーブスタジアム刈谷

刈谷市でもっとも盛んなスポーツはサッカーであり、刈谷市は「サッカーの町」として知られている。1950年（昭和25年）、日本蹴球協会は競技人口の拡大を目指して全日本サッカー選手権大会（現天皇杯）を地方で開催することとし、同年の第30回大会は刈谷市営競技場で開催された。同年の第5回国民体育大会サッカー競技も刈谷市で開催され、この頃に「サッカーの町」というイメージが定着した。1951年（昭和26年）から1953年（昭和28年）の全日本サッカー選手権には刈谷クラブが連続出場し、1952年（昭和27年）には刈谷市サッカー連盟が設立された。
1994年（平成6年）に愛知県で開催された第49回国民体育大会（わかしゃち国体）の際には、刈谷市はサッカー競技少年男子（総合運動公園多目的グラウンド、総合運動公園サッカーコート、港町グラウンド）と相撲競技（刈谷市体育館）の会場となり、サッカー競技には天皇・皇后が臨席した。日本と韓国で共催された2002 FIFAワールドカップの際にはキャンプ地誘致を目指した。2022年度は東海社会人リーグ1部（5部相当）にFC刈谷の1クラブ、2部にWYVERNとAS刈谷が所属しWYVERNは2022年の東海2部リーグを15勝1分という驚異的な強さで1部昇格を決めている。
他にも愛知県社会人リーグ（7部・8部・9部相当）に豊田自動織機サッカー部、ジェイテクトサッカー部、トヨタ車体サッカー部、富士松FCサンターナの4クラブが、西三河社会人リーグ（10・11部相当）にトヨタ紡織サッカー部など各カテゴリーに刈谷市のチームが所属している、愛知学生リーグに愛知教育大学サッカー部の1クラブが参戦している。刈谷市社会人リーグ（12部以下相当）は1部から4部までのカテゴリーがあり、各リーグ10クラブ程度が参戦している。主に刈谷市総合運動公園内のグリーングラウンド刈谷（天然芝/人工芝）や港町グラウンド（天然芝）で試合が行なわれる。

#### 社会人（第1種）

##### 豊田自動織機サッカー部
1946年（昭和21年）には愛知県立刈谷高校サッカー部OBを中心とし、豊田自動織機が運営する豊田自動織機サッカー部が設立された。1965年（昭和40年）に日本サッカーリーグ（当時1部）が開始されると、豊田自動織機サッカー部は古河電工サッカー部（現ジェフユナイテッド市原・千葉）、三菱重工サッカー部（現浦和レッズ）、東洋工業サッカー部（現サンフレッチェ広島）などとともに第1回大会に参加。1967年（昭和42年）には東海社会人サッカーリーグ（当時2部）に降格したが、1972年（昭和47年）には日本サッカーリーグ2部（当時2部）の創設メンバーとなった。1973年（昭和48年）に再び東海社会人リーグ（当時3部）に降格すると、その後は東海社会人リーグや愛知県社会人サッカーリーグ（当時4部、現6部）に所属して活動している。

##### デンソーサッカー部とFC刈谷
1949年（昭和24年）に設立された日本電装サッカー部（現FC刈谷）は長らく東海社会人リーグに在籍していたが、1995年（平成7年）に地域リーグ全国決勝大会で優勝してジャパンフットボールリーグ（旧JFL、当時3部相当）に昇格した。日本電装からデンソーへの社名変更に伴ってデンソーサッカー部となり、2001年（平成13年）にはJFLで5位となって徳重隆明が得点王に輝く活躍を見せた。2002年（平成14年）には高山英樹が得点王に輝いたが、Jリーグ加盟を目指すクラブが増えたことで成績が低迷した。2005年（平成17年）末をもってデンソーサッカー部は活動を中止したが、2006年（平成18年）には特定非営利活動法人かえるスポーツクラブによって運営される市民クラブに移行し、チーム名はFC刈谷に変更された。デンソーサッカー部のユニフォームは黄色が主体だったが、FC刈谷は赤色のたすきをあしらった白色のシャツ、紺色のパンツを着用しており、これは刈谷高校のデザインにちなんだユニフォームである。Jリーグ経験者の安原成泰、浮氣哲郎、アマラオなどが監督を務めたが、2009年（平成21年）には入れ替え戦でツエーゲン金沢に敗れて東海社会人リーグ1部（4部相当）降格が決定した。2008年（平成20年）のリーマン・ショック以後はスポンサー収入が減少して主力選手が退団するなどし、クラブ存続の危機に陥った。FC刈谷としてクラブチーム化した当初はJリーグ参入を目指しておらず、地域に密着した育成型クラブという理念を掲げていた。2012年度終了時点で天皇杯全日本サッカー選手権大会には14回出場している。しかし、2018年に新しいオーナーが就任して以降はJリーグ昇格を目標とするようになり、その後、2021年にJFLへ再昇格してからは「3年でのJリーグ参入・10年でのJ1昇格」という詳細な目標に掲げるようになった。

#### 高校（第2種）
2013年度は高円宮杯U-18サッカーリーグ 愛知県リーグの1部に愛知県立刈谷高校が、2部に愛知県立刈谷北高校、愛知県立刈谷工業高校が参戦している。後述の刈谷高校のほかには、1988年（昭和63年）に刈谷北高校が高校総体に出場した。全国高等学校定時制通信制サッカー大会では、1994年（平成6年）と2000年（平成12年）に科学技術学園高校刈谷が、2008年（平成20年）に愛知県立刈谷東高校が全国優勝している。

##### 「赤だすき」刈谷高校

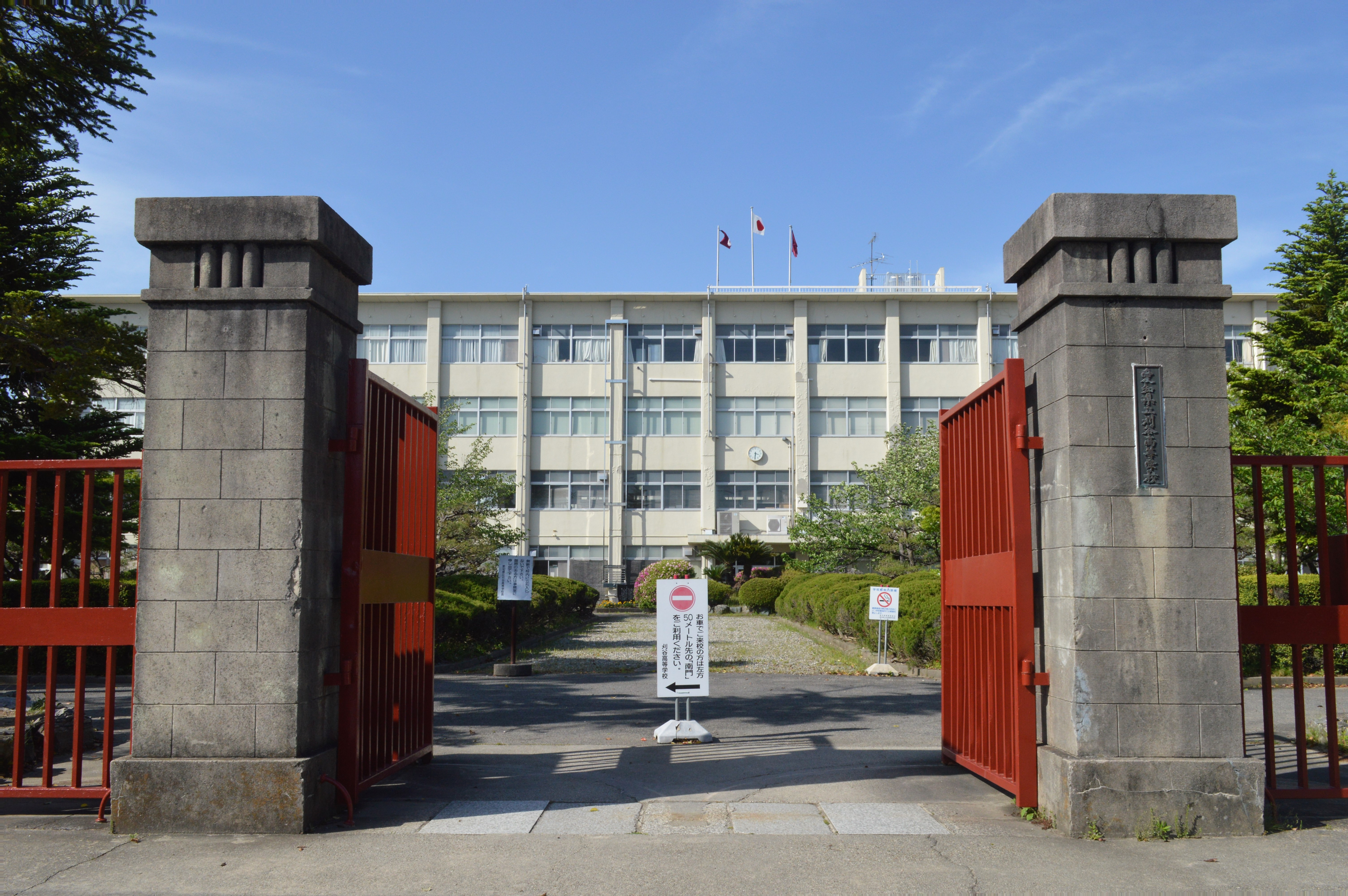
高校サッカーの古豪である刈谷高校

1921年（大正10年）、開校3年目の刈谷中学は当時としては珍しく サッカーを校技と定めた。右肩から左腰にかけて赤いラインが入った白色のユニフォーム（赤だすき）でよく知られている。当初は上下白色の体操服だったが、赤いたすきをかけて必勝を期したことが由来である。たすきは試合中に相手選手に引っ張られ、また規則に違反していたため、やがてユニフォームに縫い付けられて現在のようなデザインとなった。当時から愛知県は野球が盛んであり、サッカーを校技とするまでには教員の間でも紆余曲折があったという。刈谷中学出身の河本春男（後にユーハイム会長）は東京高等師範学校（筑波大学の前身）卒業後に神戸一中（現兵庫県立神戸高校）の監督に就任し、7年間で4回の全国優勝を果たした。刈谷中学から早稲田大学に進学した高橋英辰は母校で指揮を執った後、1950-1960年代には2度に渡って日本代表監督を務めた。1926年（大正15年）には八高（現名古屋大学）主催全国中等学校蹴球大会に出場して優勝した。1932年（昭和7年）に大日本蹴球教会が発行した蹴球名鑑には愛知県内の5チームの一つとして刈谷中学が掲載され、戦前にも豊橋中学（現愛知県立時習館高校）、明倫中学（現愛知県立明和高校、愛知商業（現愛知県立愛知商業高校）などとともに名門校のひとつに数えられていた。1935年（昭和10年）の全国中等学校蹴球選手権大会に出場し、ベスト4となった。
戦後には刈谷高校が群を抜いて台頭し、昭和20年代に全国トップレベルだった愛知県の高校サッカーを牽引した。1949年（昭和24年）には国民体育大会サッカー競技少年男子の部に初出場し、翌年には3位となった。1954年（昭和29年）大会と1955年（昭和30年）大会で2連覇し、1957年（昭和32年）大会でも3位となった。選手権には1949年大会から1954年（昭和29年）大会まで6年連続で選手権への出場を果たし、1949年大会と1952年（昭和27年）大会でもベスト4となっている。当時の選手権への出場枠は愛知県と静岡県で一枠であり、やがて全国大会で何度も優勝する静岡県立藤枝東高校は何度も刈谷高校に苦杯を嘗めていたが、1955年（昭和30年）に刈谷高校を破って選手権初出場を決めている。1962年（昭和37年）の選手権第40回大会では10回以上出場した高校を表彰しており、明星高校（大阪/私立）、神戸高校（神戸一中）、広島国泰寺高校（広島一中）、刈谷高校（愛知八中）、三国丘高校（大阪二中）の5校が表彰された。1965年（昭和40年）大会から1967年（昭和42年）大会でも3年連続出場を果たし、1967年大会では準優勝した。昭和30年代には刈谷高校、愛知県立豊田西高校、熱田高校が愛知県の3強であり、やがて群雄割拠の様相を呈したが、昭和40年代後半にも公立の刈谷高校と熱田高校、私立の岡崎城西高校、中京高校（現中京大中京高校）、愛知高校の5校が他校を先導した。昭和50年代には中京高校を筆頭とする私立高校が完全に優位に立ち、刈谷高校は往時の勢いをなくした。刈谷高校を含む公立高校の衰退には、1973年から1988年まで導入された学校群制度の影響も指摘されている。
刈谷高校は高校サッカー選手権に愛知県勢最多の19回出場している。全国高校総体サッカー競技への出場回数は中京大中京高校の15回に次いで愛知県2位タイの7回（東邦高校とタイ）であり、初出場した1967年大会の準優勝が最高成績である。国民体育大会サッカー競技少年男子の部では1954年（昭和29年）大会と1955年（昭和30年）大会での2連覇、1950年（昭和25年）大会と1957年（昭和32年）大会での3位が特筆される。1970年（昭和45年）以降の同競技には単一高校チームではなく都道府県選抜チームが出場しており、同大会で全国連覇を果たしたのは刈谷高校のみである。
刈谷高校サッカー部の全国大会出場実績
- 全国高校総体サッカー競技出場 : 7回[30][31][35]

1967, 1991, 1992, 1996, 2005, 2008, 2011
- 高校サッカー選手権出場 : 19回[30][31][35]

1935（刈谷中学として）, 1940, 1947, 1949, 1950, 1951, 1952, 1953, 1954, 1956, 1957, 1961, 1962, 1965, 1966, 1967, 1976, 1984, 1998
- 国民体育大会サッカー競技少年の部 : 11回[30][31]

1949、1950、1951、1952、1954、1955、1956、1957、1966、1967、1968（1970年大会以降は単一高校チームから都道府県選抜チームに移行）

#### 中学生・小学生・女子・シニア
刈谷市内の市立中学校6校、市立小学校15校にはいずれも男子サッカー部があり、また少年（U-12）年代には7クラブが加盟している。刈谷市立刈谷南中学校は1950年代から1960年代にかけての強豪であり、愛知県中学校総体サッカー競技では4連覇を含む9回の優勝を誇る。1970年には第1回全国中学校サッカー大会に出場し、1977年にも同大会に出場した。1977年には少年年代の刈谷サッカースクールが第1回全日本少年サッカー大会に出場し、1979年、1980年、1981年にも同大会に出場した。1994年（平成6年）には少年年代の各クラブから選手を選抜した刈谷第一FCが同大会で優勝した。
1976年（昭和51年）には当時珍しかった女子サッカーチーム（刈谷マドレークラブ）が結成され、1986年（昭和61年）には、日本女子サッカー連盟・刈谷市・中日新聞の主催により、第1回全日本選抜女子サッカー大会が刈谷市で開催された。2013年度の愛知県女子リーグには刈谷マドレーが参戦しており、小学生年代にも女子の2チームが加盟している。同年度の刈谷市シニアリーグには近隣市からの参加も含めて8クラブが加盟している。
刈谷サッカー連盟はO-60（60歳以上）の全国大会であるスーパーエイジサッカーを継続して主催している。名古屋市のサッカーチームが呼び掛けて始まった大会だが、施設面が充実している刈谷市が1994年（平成6年）の第1回大会会場に選ばれ、シニア年代の全国規模のサッカー大会の先駆けとなった。毎年夏に刈谷市総合運動公園を使用して開催され、東海4県のチームに加えて関東や関西からも数チームが参加する。60代の選手は赤色のパンツを、70代の選手は銀色のパンツを、80代の選手は金色のパンツを、85歳以上の選手は紫色のパンツを着用し、20分ハーフ、スライディング禁止、年長者を敬うことなどの特別ルールが設定されている。

### 野球

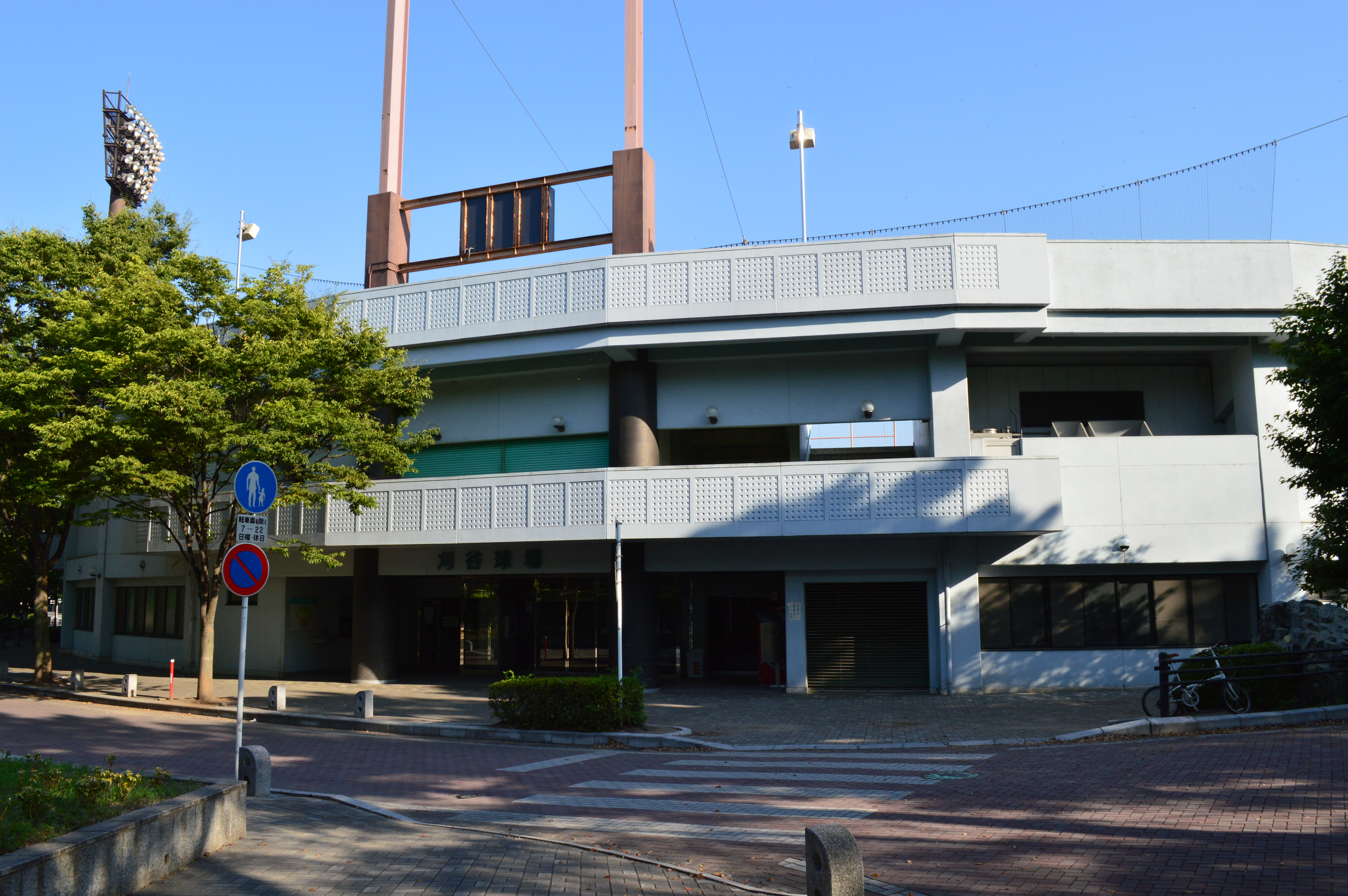
現在の刈谷球場

1950年（昭和25年）には亀城公園内に刈谷市営競技場（現刈谷球場）が開場した。刈谷市営競技場は両翼91.5m・中堅115mだったが、右中間・左中間が125.6mもある独特な角うちわ型であり、サッカー・野球兼用の競技場だった。刈谷市営競技場は同年の第5回国民体育大会ではサッカー競技の会場となり、中日ドラゴンズ主催のプロ野球公式戦が開催されたこともあった。1994年（平成6年）に改修され、両翼95m・中堅122mで10,000人を収容する一般的な扇形の野球場となった。全国高等学校野球選手権愛知大会などでは主要な会場のひとつとなっている。
1979年（昭和54年）の全日本軟式野球大会（天皇杯）では小林記録紙（現小林クリエイト）軟式野球部が優勝した。小林記録紙は天皇杯で優勝2回・準優勝2回、秩父宮妃賜杯軟式野球大会で優勝3回を誇る。2000年代のプロ野球で活躍した赤星憲広は刈谷市出身であり、阪神タイガース在籍中に新人王、ベストナイン2回、ゴールデングラブ賞6回、盗塁王5回などのタイトルを獲得した。

#### 高校野球
刈谷市内に所在する高校では、1978年（昭和53年）の第50回選抜高等学校野球大会（春の甲子園）に愛知県立刈谷高校が初出場し、同じく初出場の山口県立南陽工業高校に1回戦で敗れた。前年秋の東海大会では準決勝で敗れ、甲子園出場は絶望的だったが、東海大会優勝の中京高校（現中京大中京高校）が不祥事により出場を辞退し、その代替として刈谷高校に出場権が回ってきていた。2009年（平成21年）の第91回全国高等学校野球選手権大会（夏の甲子園）愛知大会でも刈谷高校が決勝に進出したが、結果的に全国優勝を果たすことになる中京大中京高校に敗れた。なお、刈谷高校の校技はサッカーであり、野球は「不良のやること」として禁じられたため、開校して間もないころには野球をして処罰された生徒もいたという。
全国高等学校定時制通信制軟式野球大会には刈谷市内の2校3課程に出場経験がある。科学技術学園高校刈谷（通信制）は1981年（昭和56年）、1982年（昭和57年）、1990年（平成2年）に同大会に出場した。定時制と通信制がある愛知県立刈谷東高校定時制は1978年、1979年（昭和54年）、2002年（平成14年）、2009年、2010年（平成22年）、2012年（平成24年）に出場し、全日制・硬式の刈谷高校とともに市内から揃って初出場した1978年大会では3位となった。同高校通信制は2013年（平成25年）に同大会に初出場し、1回戦で東京都立八王子拓真高校（定時制）に敗れた。

### バレーボール

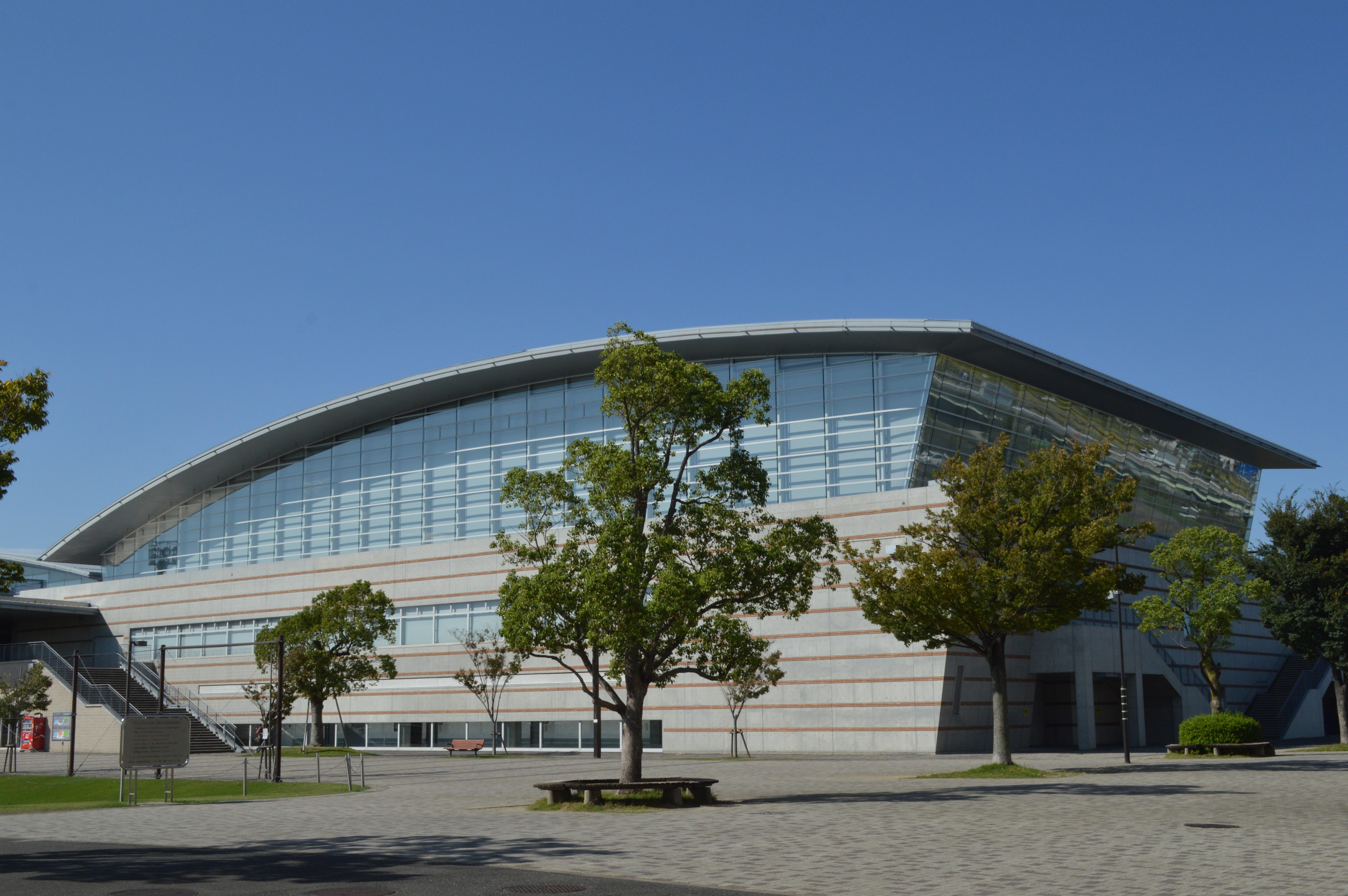
バスケ、バレーなど多種目で使用されるウィングアリーナ刈谷

男子のジェイテクトSTINGSは1958年（昭和33年）に豊田工機バレーボール部として創部され、2002年にV1リーグ（2部）に昇格した。2005年（平成17年）には第60回国民体育大会（おかやま国体）に出場して4位となった。2006年（平成18年）には母体企業の社名変更によりチーム名がジェイテクトSTINGSとなり、元日本代表の泉川正幸をコーチ兼選手として迎えた。2010年（平成22年）と2011年（平成23年）にはVチャレンジリーグを連覇したが、2010年にはチャレンジマッチで惜敗、2011年には東日本大震災の影響で大会自体が打ち切られるなどし、Vプレミアリーグ（1部）昇格はならなかった。2013年（平成25年）にプレミアリーグ初昇格を果たした。新富町のジェイテクト体育館などを試合会場としている。
女子のトヨタ車体クインシーズは1951年（昭和26年）に創部された。1999年（平成11年）にV1リーグに昇格し、2006年にV1リーグで初優勝してVプレミアリーグに初昇格した。2008年（平成20年）には都築有美子や船崎恵視の活躍で皇后杯で優勝し、チーム初の日本一の栄冠を手にした。

### バスケットボール
男子のシーホース三河（旧アイシン精機バスケットボール部）は1996年（平成8年）にバスケットボール日本リーグに昇格し、日本リーグ（JBLスーパーリーグ）・日本バスケットボールリーグ・ナショナルバスケットボールリーグで計6回、オールジャパン（天皇杯）では2度の4連覇で計8回、JBL CHALLENGE CUP 2007、国体バスケットボール競技で計5回、全国タイトルを計19回獲得した日本屈指の強豪チームである。2000年代前半から半ばには鈴木貴美一ヘッドコーチの下、佐古賢一、後藤正規、外山英明などのベテラン選手を擁して数々のタイトルを獲得した。アイシンは中学生年代の全国大会なども主催している。
女子のデンソーアイリスは国体バスケットボール競技で5回優勝しており、1993年（平成5年）以降はWリーグ（1部）から降格していない。1998年（平成10年）には塚原優子がバンコク・アジア競技大会日本代表に選出され、2010年（平成22年）には髙田真希が2010年女子バスケットボール世界選手権日本代表に選出され、2012年（平成24年）には大庭久美子がロンドン五輪世界最終予選日本代表に選出された。女子のトヨタ紡織サンシャインラビッツは1980年（昭和55年）に創部され、2004年（平成16年）にW1リーグ（2部）に初昇格した歴史の浅いチームだが、2011年（平成23年）には国体バスケットボール競技で優勝し、2012年にはW1リーグで優勝してWリーグに初昇格した。

### ソフトボール
JDリーグはホーム/ビジター制を採用していないが、刈谷球場は日本リーグの主要な開催地のひとつとなっている。豊田自動織機シャイニングベガは日本女子ソフトボールリーグで最多の8回優勝、全日本選手権で3回優勝している強豪である。デンソーブライトペガサスは1960年（昭和35年）創部。1979年（昭和54年）と1981年（昭和56年）に全日本実業団女子ソフトボール選手権大会で優勝し、1981年と1986年（昭和61年）には全日本総合女子選手権で優勝した。1981年の第1回香港国際女子招待大会には日本から単独チームとして参加して国際タイトルを獲得した。いずれも女子チームが有名だが、豊田自動織機とデンソーは男子チームも全国トップレベルであり、2013年度はともに東日本リーグ（男子は全国リーグがない）に参加している。なおデンソー女子チームは2014年シーズンを最後に安城市に移転した。
2008年（平成20年）の北京オリンピックソフトボール競技には豊田自動織機シャイニングベガから江本奈穂と狩野亜由美、デンソーブライトペガサスから染谷美佳が出場して金メダルを獲得した。刈谷工業高校のソフトボール部（男子）も強豪であり、1976年（昭和51年）から1998年（平成10年）までにインターハイに11回出場している。

### 陸上競技
男子のトヨタ紡織陸上部は1995年4月に創部。1998年に全日本実業団対抗駅伝競走大会（通称ニューイヤー駅伝）初出場を果たして以来同大会には2014年まで17年連続出場しており、最高位は2001年と2007年の5位入賞。
女子の豊田自動織機シャイニーブルーは2001年創部当初は小出義雄の佐倉アスリートクラブと提携した上で千葉県佐倉市を拠点としていたが、2011年4月から刈谷市に活動拠点を移した。全日本実業団対抗女子駅伝競走大会は移転前の2008年に優勝し、移転初年度となった2011年は12位に終わったが、2012年は5位入賞を果たした。
2000年（平成12年）のシドニーオリンピック陸上競技（マラソン）には刈谷市出身の佐藤信之が出場した。佐藤はオリンピック後に前出のトヨタ紡織に移籍し、引退後は監督も務めた。
刈谷市内に所在する高校では、愛知県立刈谷高校が過去に全国高校総体陸上競技出場者を輩出している。

### ボクシング

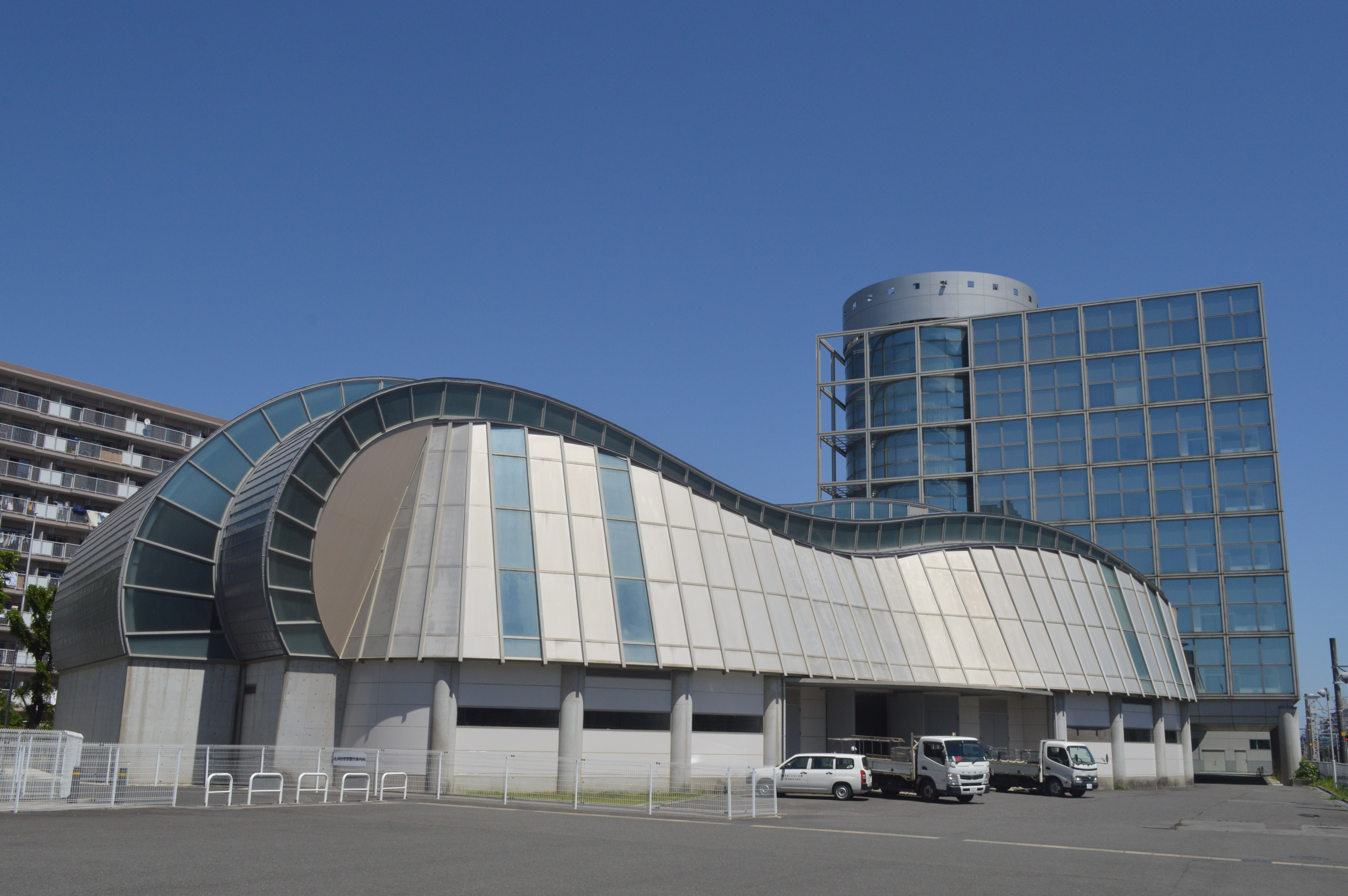
刈谷市産業振興センター

刈谷市内には中日本ボクシング協会に加盟するボクシングジムは存在しないが、刈谷市産業振興センターあいおいホールでは県内のジムが主催するプロボクシング興行が年数回開かれており、中日本新人王戦も行われている。
アマチュアでは愛知県立刈谷工業高校にボクシング部が創部され（同好会として2009年発足、2010年部に昇格）、元プロボクサーの丸茂広樹指導の下、2013年には全国高校総体ボクシング競技出場者を初めて輩出した。アマチュアジムとしては刈谷ボクシングジムが所在する。

### その他競技
ハンドボール男子のトヨタ車体ブレイブキングスのチーム所在地は刈谷市だが、主たる練習場は豊田市のトヨタ車体吉原体育館である。ラグビー男子の豊田自動織機シャトルズは豊田自動織機刈谷グラウンドをホームグラウンドとしている。刈谷市は「相撲の町」としても知られており、1952年（昭和27年）から1969年（昭和44年）まで全国選抜大学・実業団相撲大会を開催した。1994年（平成6年）の第49回国民体育大会（わかしゃち国体）の際には相撲競技の開催地となった。
1980年（昭和55年）の全日本ソフトテニス選手権大会（天皇杯/皇后杯）ではデンソーの栃尾和秀とアイシン精機（現:アイシン）の藤野晶吾のペアが優勝した。全日本社会人ソフトテニス選手権大会では1996年（平成8年）から1998年（平成10年）まで刈谷クラブの薄妙子と西俣直子のペアが3連覇し、2000年（平成12年）2003年（平成15年）にも優勝した。
2002年（平成14年）に発足された刈谷豊明体操クラブは全国大会上位入賞者を輩出。

## 競技施設

### 刈谷市総合運動公園
刈谷市総合運動公園は築地町にある多目的運動公園であり、ウェーブスタジアム刈谷（スタジアム）、ウィングアリーナ刈谷（体育館）、グリーングラウンド刈谷（グラウンド）などを内包している。ウェーブスタジアム刈谷は天然芝が敷かれた全天候型の第3種公認陸上競技場であり、第49回国民体育大会（わかしゃち国体）の開催に合わせて1993年（平成5年）に開場した。2004年（平成16年）にスタジアムが拡張され、固定座席・芝生席を合わせて4,000人を収容する。ナイター照明設備を備えており、FC刈谷がホームスタジアムとして使用している。ウィングアリーナ刈谷のメインアリーナは2,000m2で2,376人を収容し、バスケットボール、フットサル、バレーボール、ハンドボールなどの試合に使用される。ウィングアリーナ刈谷は1,184 m2のサブアリーナを持ち、またプール、卓球場、フィットネススタジオなども備える。公園の敷地内には芝生敷き（天然芝大人1面/少年用2面、人工芝大人用1面/少年用2面）の18,000 m2のグリーングラウンドがあり、サッカーの試合などに使用される。

### 亀城公園
城町の亀城公園とその周辺には刈谷球場、刈谷市体育館などがある。刈谷球場は10,000人を収容し、プロ野球のオープン戦や、高校野球・社会人野球などに使用される。開場当時のグラウンドは角うちわ型であり、サッカー場としても使用できた。1994年（平成6年）に改修され、サッカー競技施設は刈谷市総合運動公園内に移転した。刈谷市体育館は1,829m2のアリーナの他に、卓球場、柔道場（2面）、剣道場（2面）、弓道場（10人立）、エアーライフル場（3射座）、トレーニングルームなどがある。

## 出身人物
高橋英辰
刈谷市出身のサッカー選手、サッカー指導者。「ロクさん」という愛称で知られた。刈谷中学、早稲田高等学院、早稲田大学を経て、日立製作所サッカー部でプレーした。指導者としては早稲田大学、日本代表、日立製作所などで監督を務め、2009年に日本サッカー殿堂入りした。2010年死去。
吉田光範
刈谷市出身のサッカー選手、サッカー指導者。愛知県立刈谷工業高校を経てヤマハ発動機サッカー部/ジュビロ磐田でプレーした。日本代表としては35試合に出場しており、1994 FIFAワールドカップ・アジア予選のイラク代表戦（ドーハの悲劇）を経験した。
赤星憲広
野球選手。刈谷市立住吉小学校、刈谷市立刈谷南中学校、愛知県立大府高校、亜細亜大学を経てJR東日本に進みシドニーオリンピックに出場し2001年に阪神タイガースに入団。新人王、ベストナイン2回、ゴールデングラブ賞6回、盗塁王5回などのタイトルを獲得して2009年に引退した。毎年年末には刈谷球場などで赤星旗大会を主催しており、また全国スポーツ少年団軟式少年交流大会刈谷市大会は赤星杯と名付けられている。2010年には刈谷市のスポーツ栄誉賞を受賞した。刈谷ハイウェイオアシスには「赤星コーナー」があり、現役時代に使用したバットやグラブ、盗塁王記念盾などが展示されている。
佐藤信之
陸上競技選手（マラソン）。刈谷市立富士松南小学校、刈谷市立雁が音中学校、中京高校、中央大学を経て旭化成に入社。1998年の福岡国際マラソンで自己記録の2時間8分48秒を出した。1999年にはセビリア世界陸上代表に選出され、2000年にはシドニーオリンピック代表に選出された。
このほかに、刈谷市が作成した「刈谷の星」 に掲載されているスポーツ選手には、サッカー選手の今藤幸治（松下電器/ガンバ大阪）、石舘靖樹（柏レイソル）、野球選手の伊熊博一（中日ドラゴンズ）、鮎川義文（阪神タイガース、千葉ロッテマリーンズ）、安達俊也（近鉄バファローズ）、原田雅彦（中日ドラゴンズ）、バスケットボール選手の竹内高美（シャンソン化粧品、トヨタ自動車）、騎手の南井克巳、熊沢重文などがいる。

## 近隣自治体に本拠地を置くスポーツチーム
西三河地方または刈谷市に隣接する市に本拠地を置くクラブを記している。トヨタ蹴球団はトヨタ自動車に勤務する選手で構成されるが、トヨタ自動車は名古屋グランパスのメインスポンサーであることから、トヨタ蹴球団は会社から大きなバックアップを受けているわけではない。マルヤス工業はトヨタ自動車のみならず、国内全ての自動車メーカーと取引を行っている自動車部品メーカーである。アペックスは大府市に本社を置く飲料自販機オペレーターである。キリックスは自動車リースや新車・中古車販売などを行っている。三菱自動車は岡崎市に研究・開発・生産拠点がある。愛三工業はトヨタグループ関連企業であり、自動車部品製造などを行っている。小島プレス工業はトヨタグループ向けに自動車内外装部品などを製造している。
| 競技             | 男女   | クラブ                             | 所属リーグ                        | 運営母体       | 本拠地        |
| ---------------- | ------ | ---------------------------------- | --------------------------------- | -------------- | ------------- |
| サッカー         | 男     | トヨタ蹴球団                       | 東海1部（5部相当）                |                | 豊田市        |
| サッカー         | 男     | FCマルヤス岡崎                     | 日本フットボールリーグ（4部相当） | マルヤス工業   | 岡崎市        |
| バスケットボール | 男     | アペックスホーリーナイツ           | 地域リーグ（4部相当）             | アペックス     | 大府市        |
| バスケットボール | 女     | アイシン ウィングス                | Wリーグ                           | アイシン       | 安城市        |
| バドミントン     | 男・女 | 東海興業                           | S/Jリーグ                         | 東海興業       | 大府市        |
| バドミントン     | 男・女 | トヨタ自動車                       | チャレンジリーグ（3部相当）       | トヨタ自動車   | 豊田市        |
| バレーボール     | 男     | トヨタ自動車サンホークス           | V2リーグ                          | トヨタ自動車   | 豊田市        |
| バレーボール     | 女     | デンソーエアリービーズ             | V1リーグ                          | デンソー       | 西尾市        |
| バレーボール     | 女     | トヨタ自動車ヴァルキューレ         | 地域リーグ（3部相当）             | トヨタ自動車   | 豊田市        |
| ハンドボール     | 男     | トヨタ自動車グリフィンズ           | チャレンジDiv.（2部相当）         | トヨタ自動車   | 豊田市        |
| ラグビー         | 男     | トヨタヴェルブリッツ               | リーグワン（1部）                 | トヨタ自動車   | 豊田市        |
| アメフト         | 男     | キリックス豊田ブルファイターズ     | X3（4部相当）                     | キリックス     | 豊田市        |
| 野球             | 男     | トヨタ自動車硬式野球部             | 日本野球連盟                      | トヨタ自動車   | 豊田市        |
| 野球             | 男     | 三菱自動車岡崎硬式野球部           | 日本野球連盟                      | 三菱自動車     | 岡崎市/大府市 |
| ソフトボール     | 女     | トヨタレッドテリアーズ             | JDリーグ                          | トヨタ自動車   | 豊田市        |
| ソフトボール     | 女     | デンソーブライトペガサス           | JDリーグ                          | デンソー       | 安城市        |
| 自転車           | 男     | 愛三工業レーシングチーム           | コンチネンタルチーム              | 愛三工業       | 大府市        |
| 陸上競技         | 男     | 愛三工業陸上競技部                 | 中部実連                          | 愛三工業       | 大府市        |
| 陸上競技         | 男     | 小島プレス工業陸上競技部           | 中部実連                          | 小島プレス工業 | 豊田市        |
| 陸上競技         | 女     | 小島プレス工業女子ランニングチーム | 中部実連                          | 小島プレス工業 | 豊田市        |
| 陸上競技         | 男・女 | トヨタ自動車陸上競技部             | 中部実連                          | トヨタ自動車   | 豊田市        |
| レスリング       | 女     | アイシン レスリング部              |                                   | アイシン       | 安城市        |
| ボクシング       | 男・女 | 和光ボクシングジム                 | 中日本協会                        |                | 豊田市        |

## ギャラリー
刈谷市総合運動公園

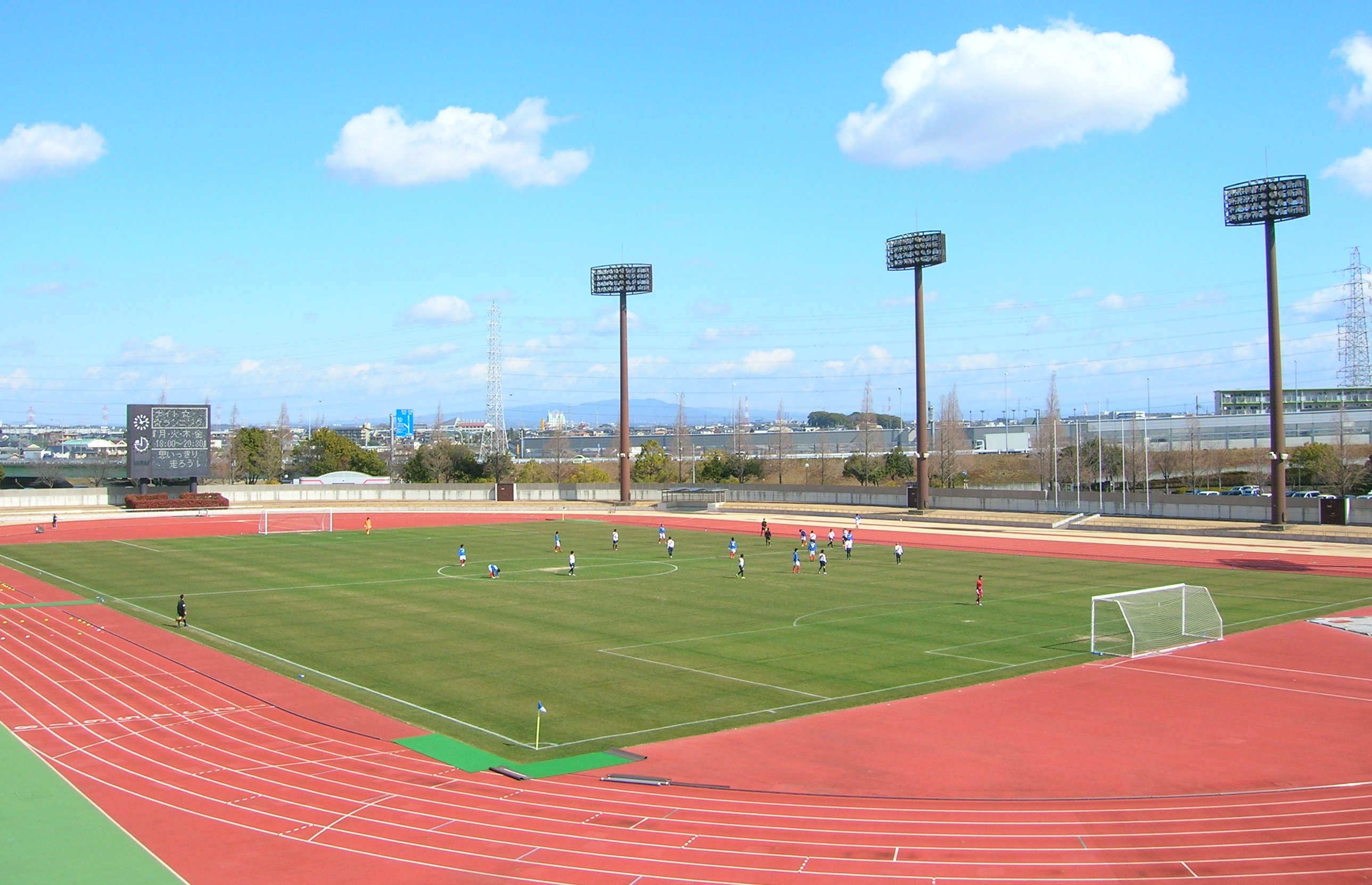
ウェーブスタジアム刈谷（サッカーや陸上競技）
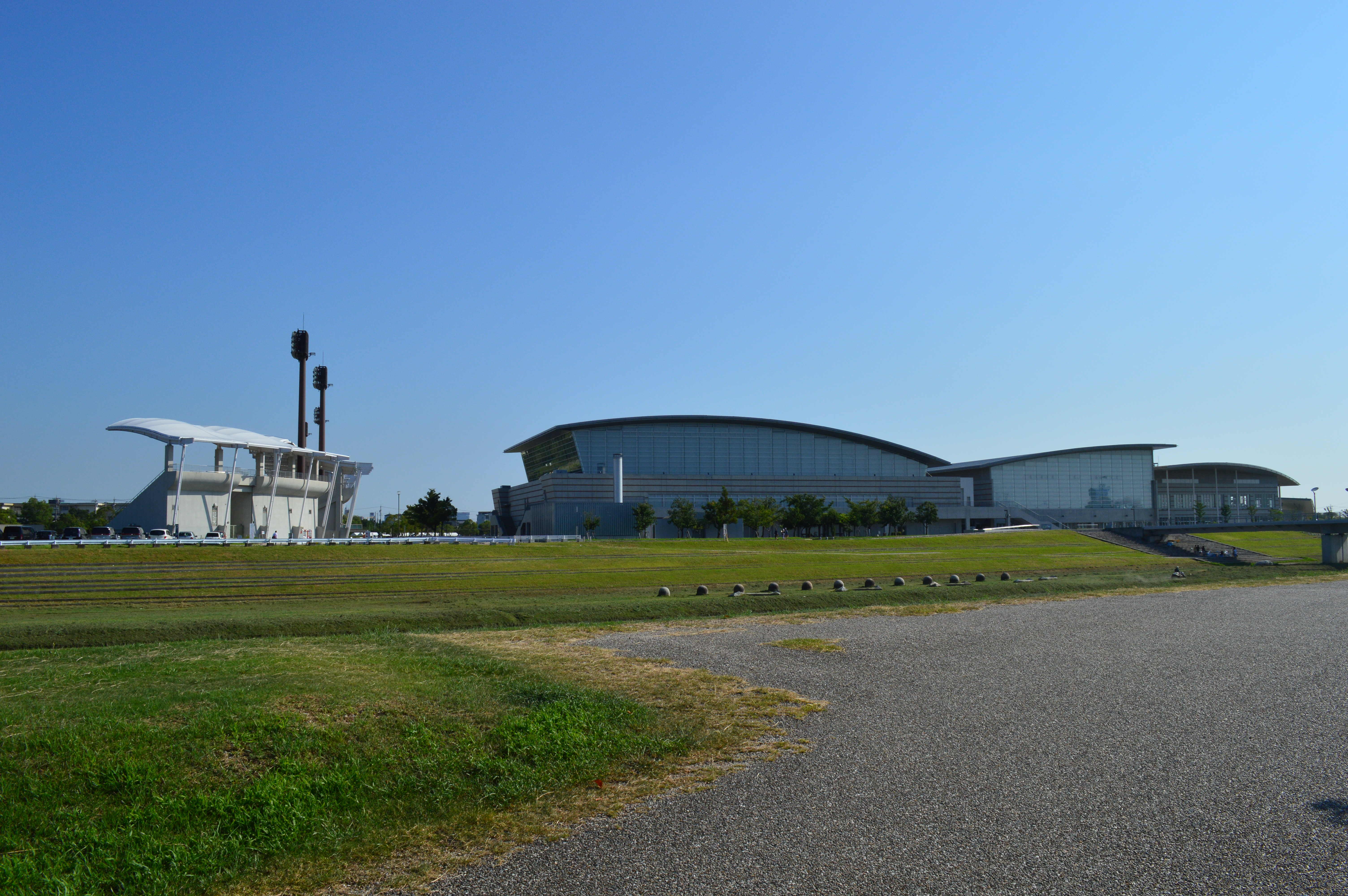
ウェーブスタジアム刈谷（左）とウィングアリーナ刈谷（右）
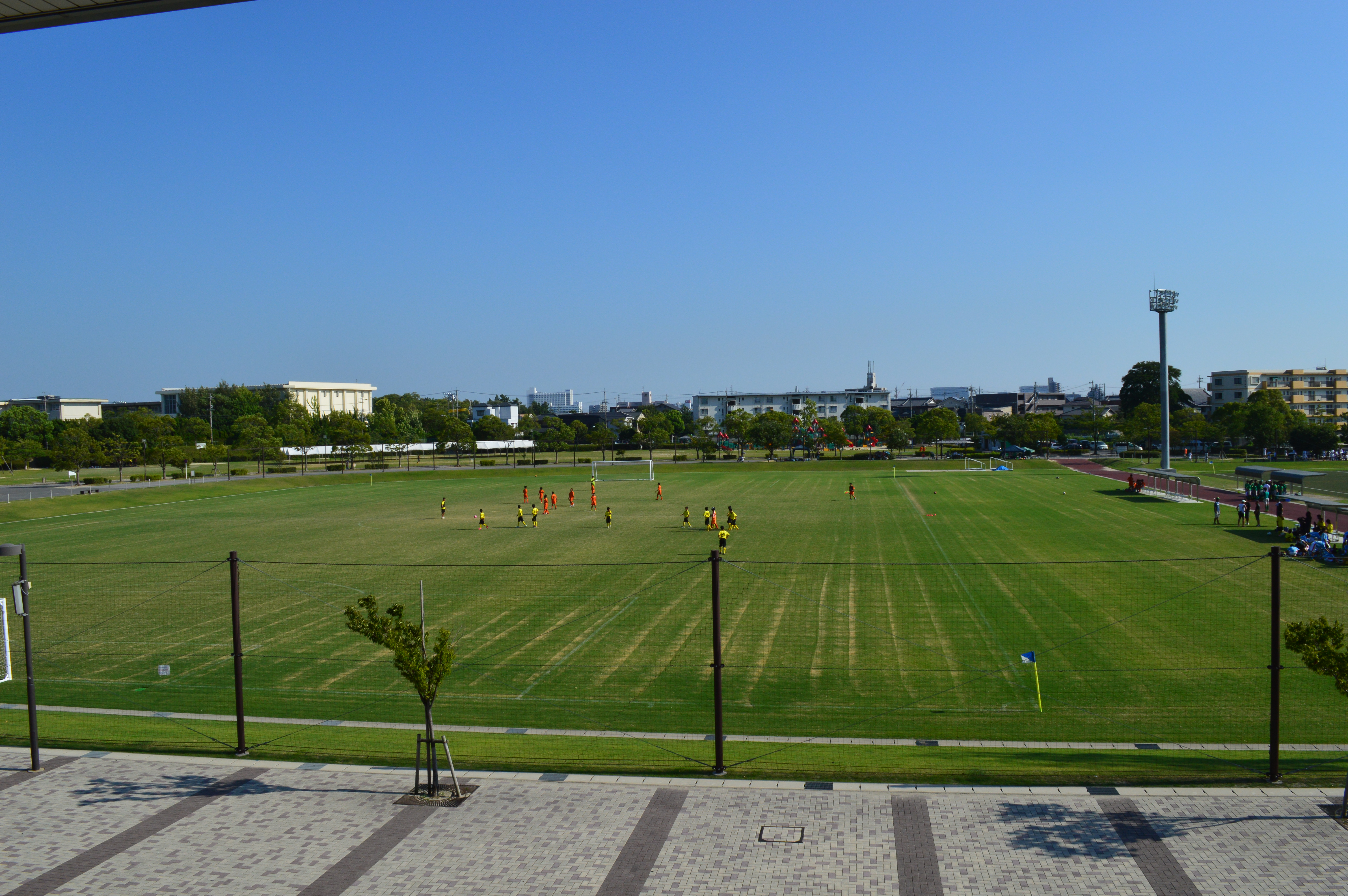
グリーングラウンド刈谷（サッカー）

亀城公園とその周辺

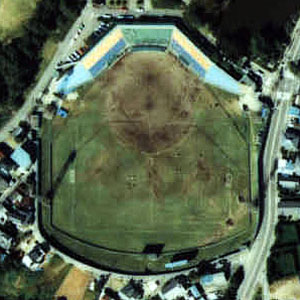
改修前の刈谷球場
国土交通省 国土地理院 地図・空中写真閲覧サービスの空中写真を基に作成
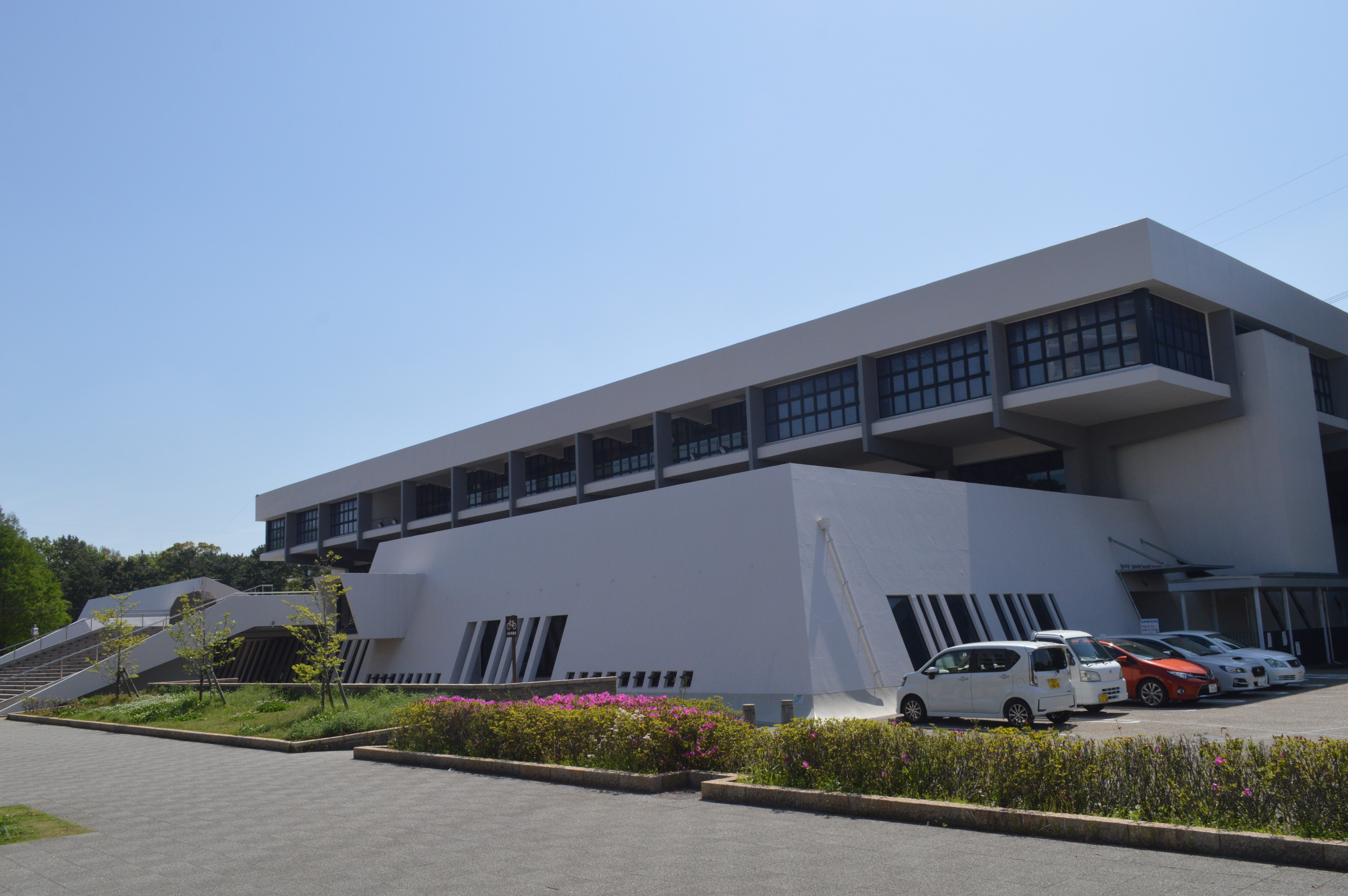
刈谷市体育館
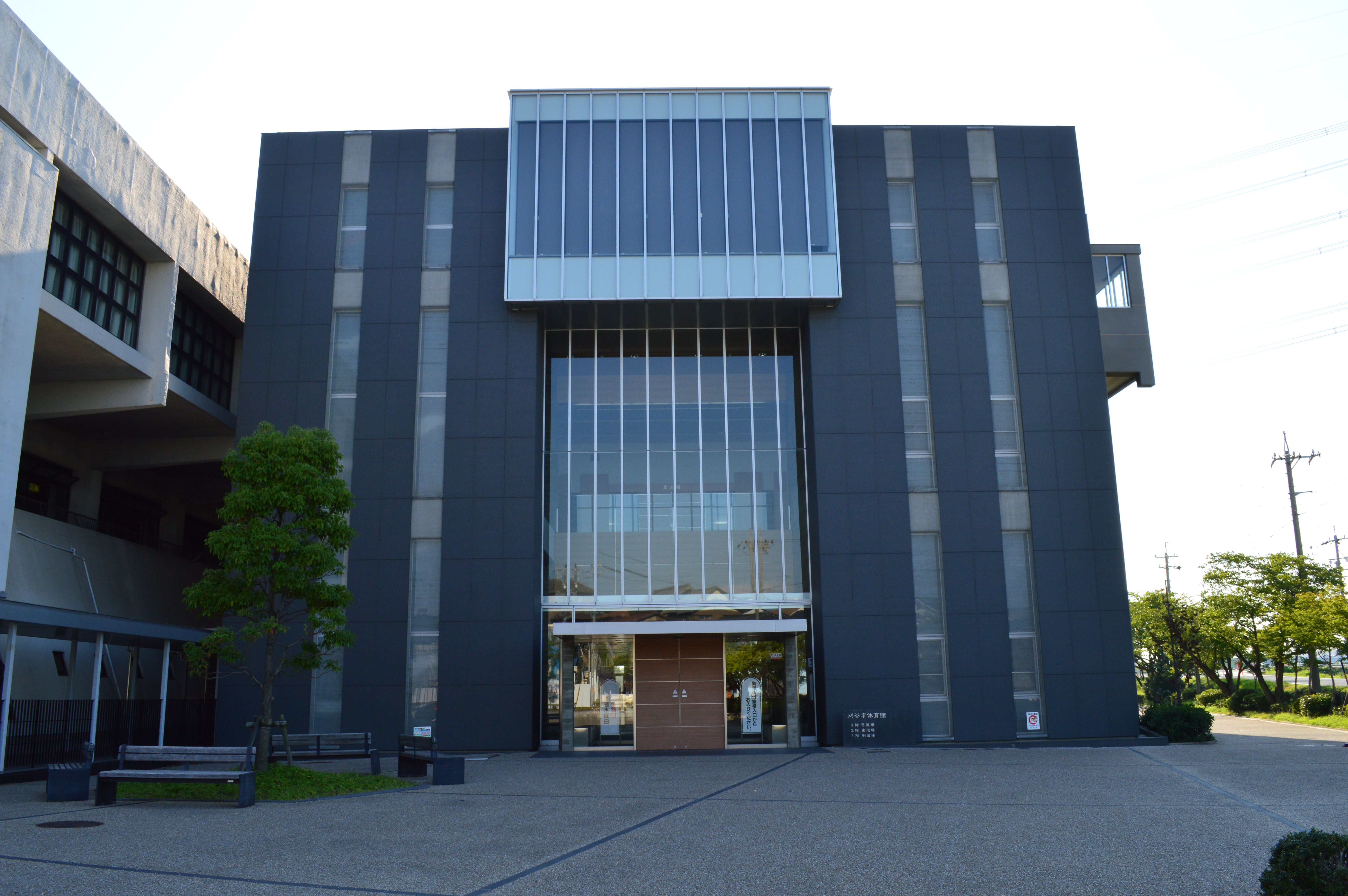
刈谷市体育館に隣接する武道場

その他

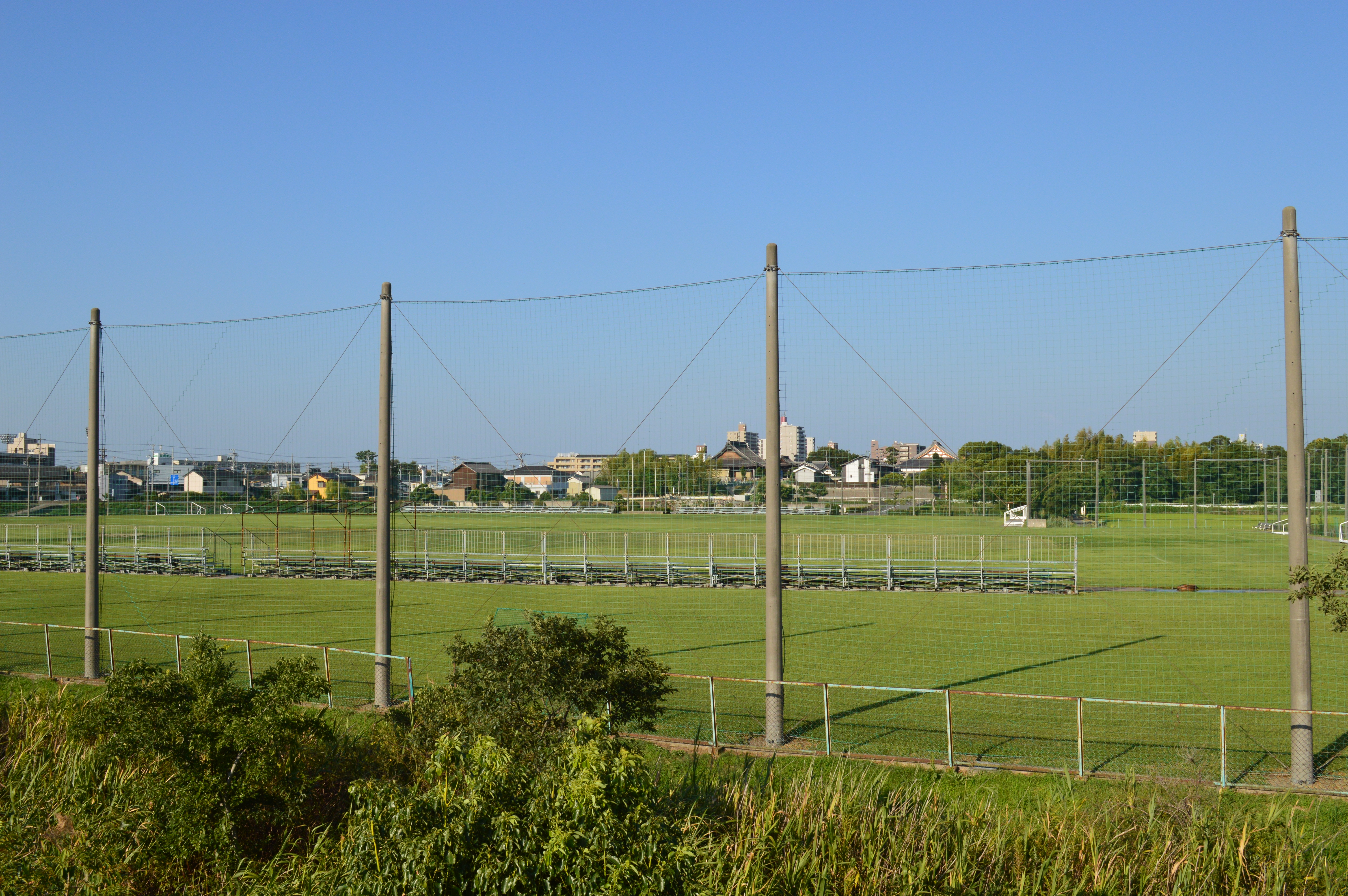
わかしゃち国体で使用された港町グラウンド
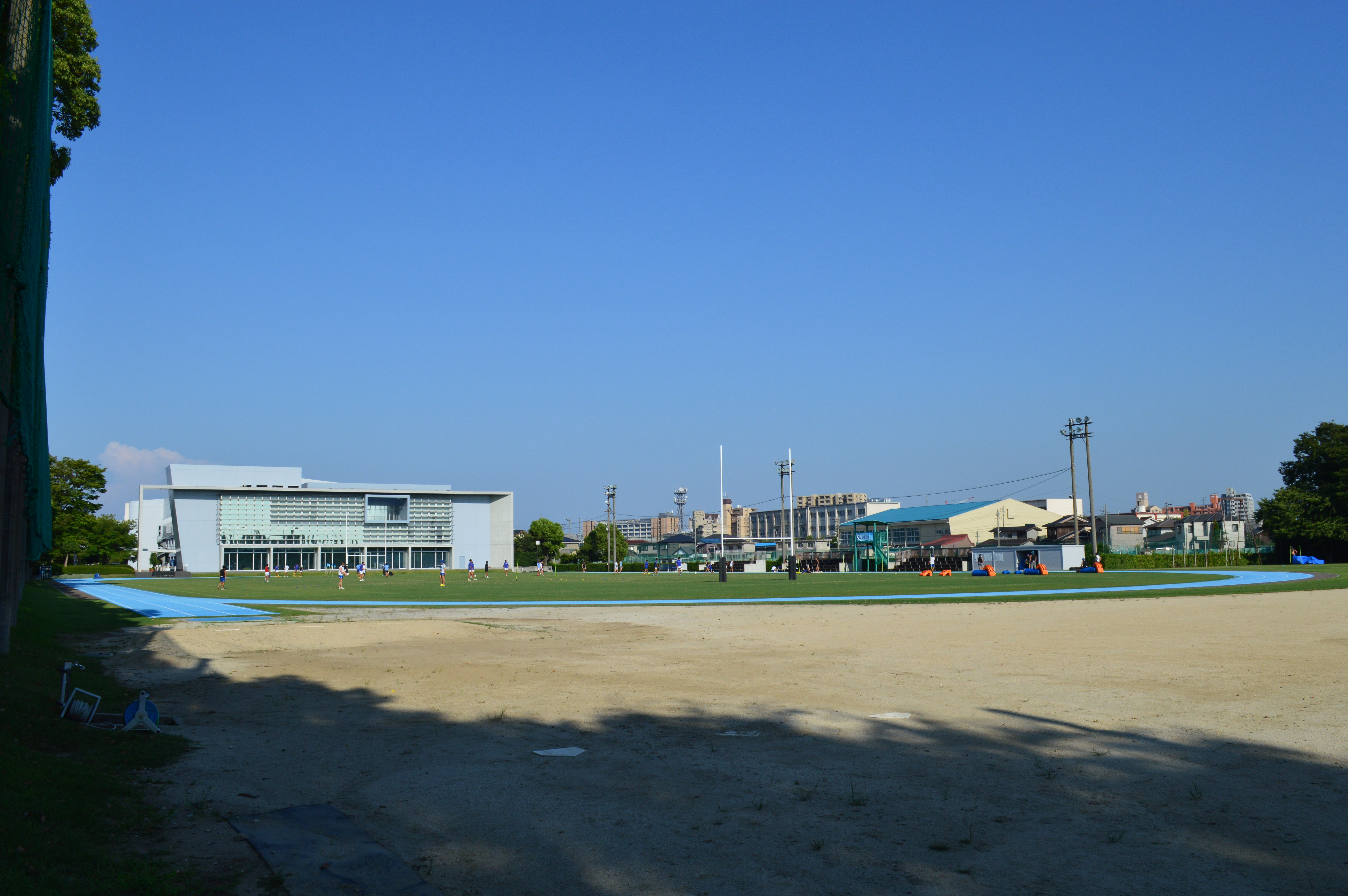
豊田自動織機刈谷グラウンド（ラグビー）
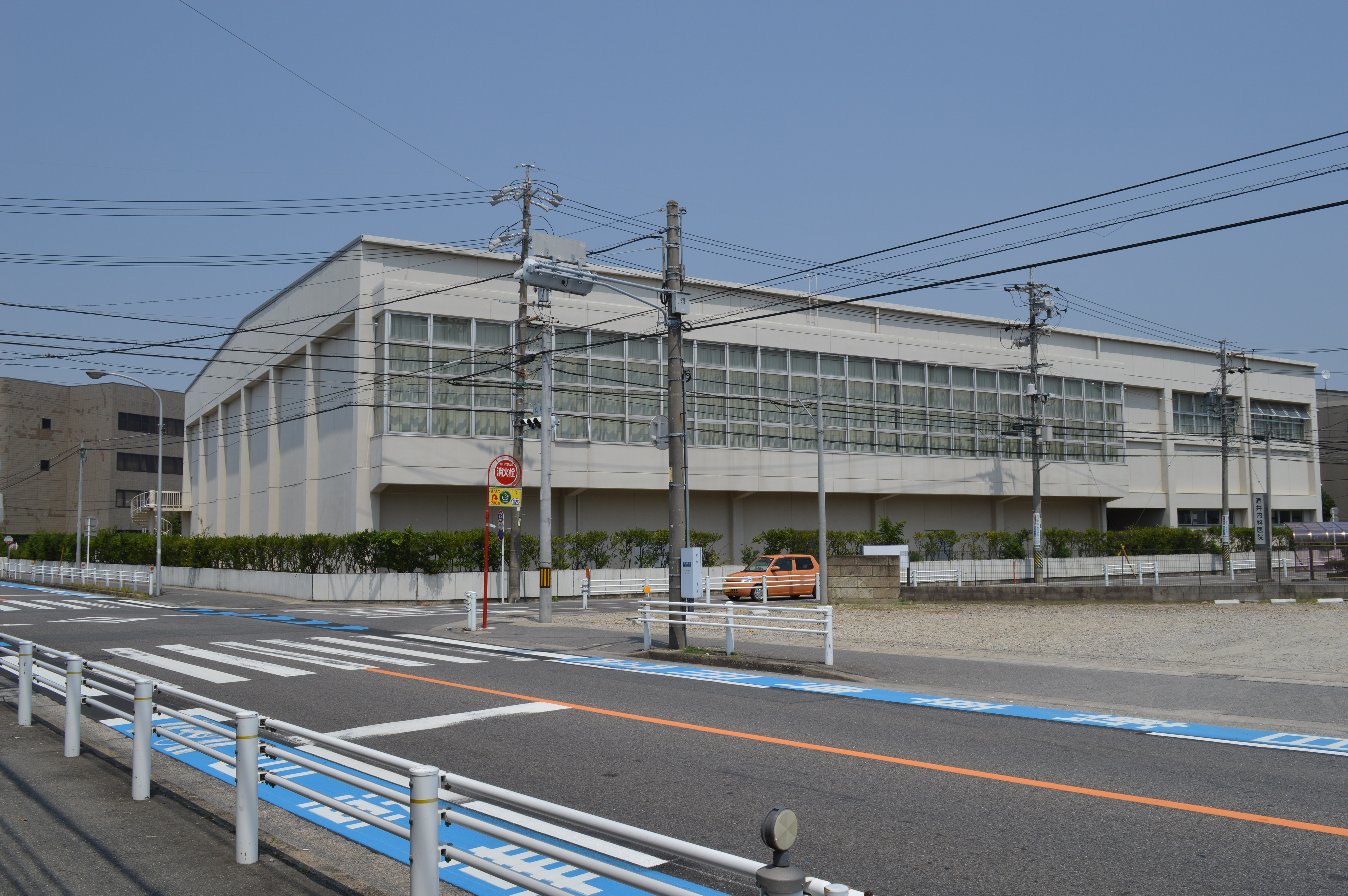
ジェイテクト体育館（ハンドボールなど）
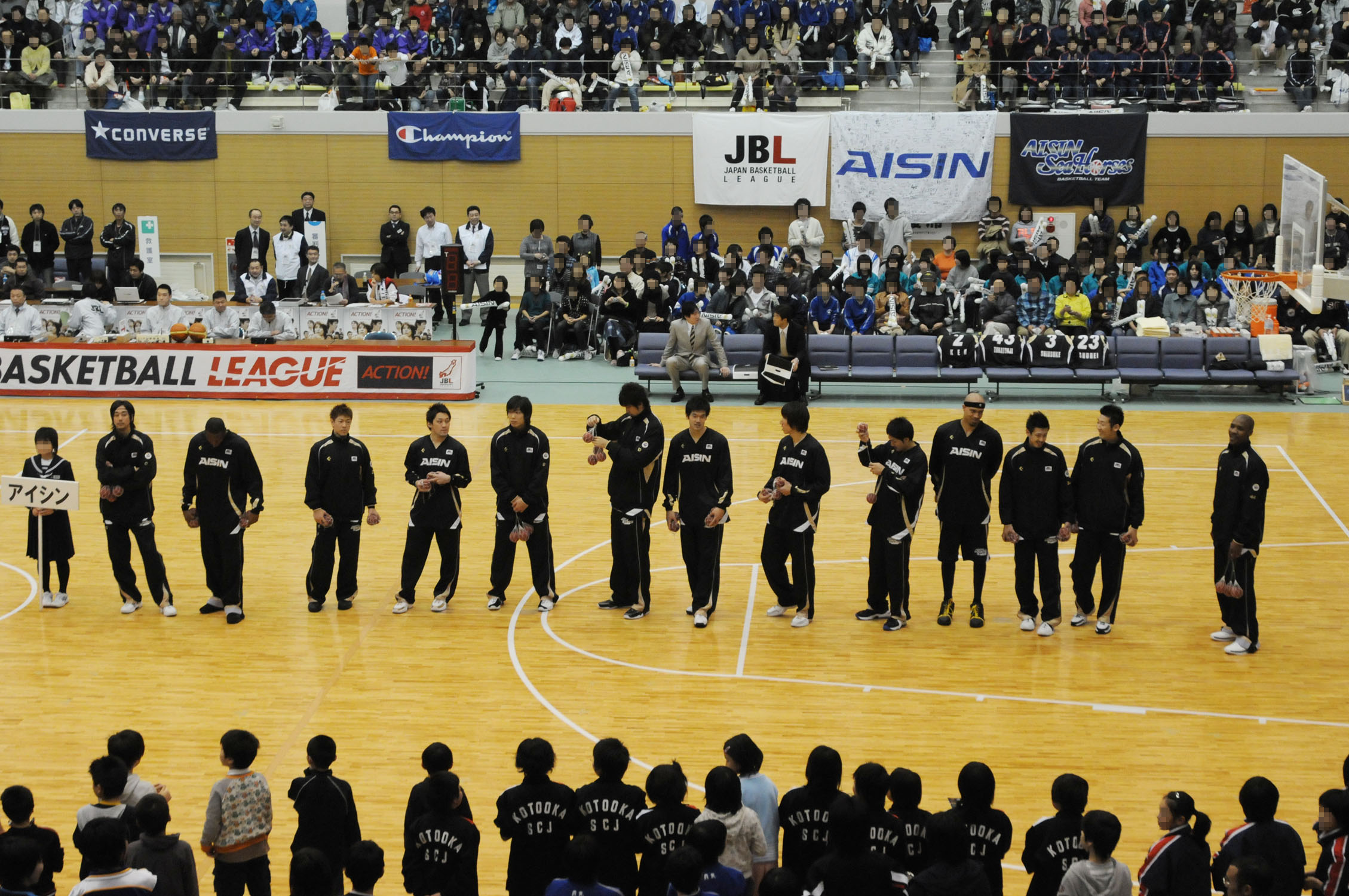
2008年のアイシンシーホース三河の選手
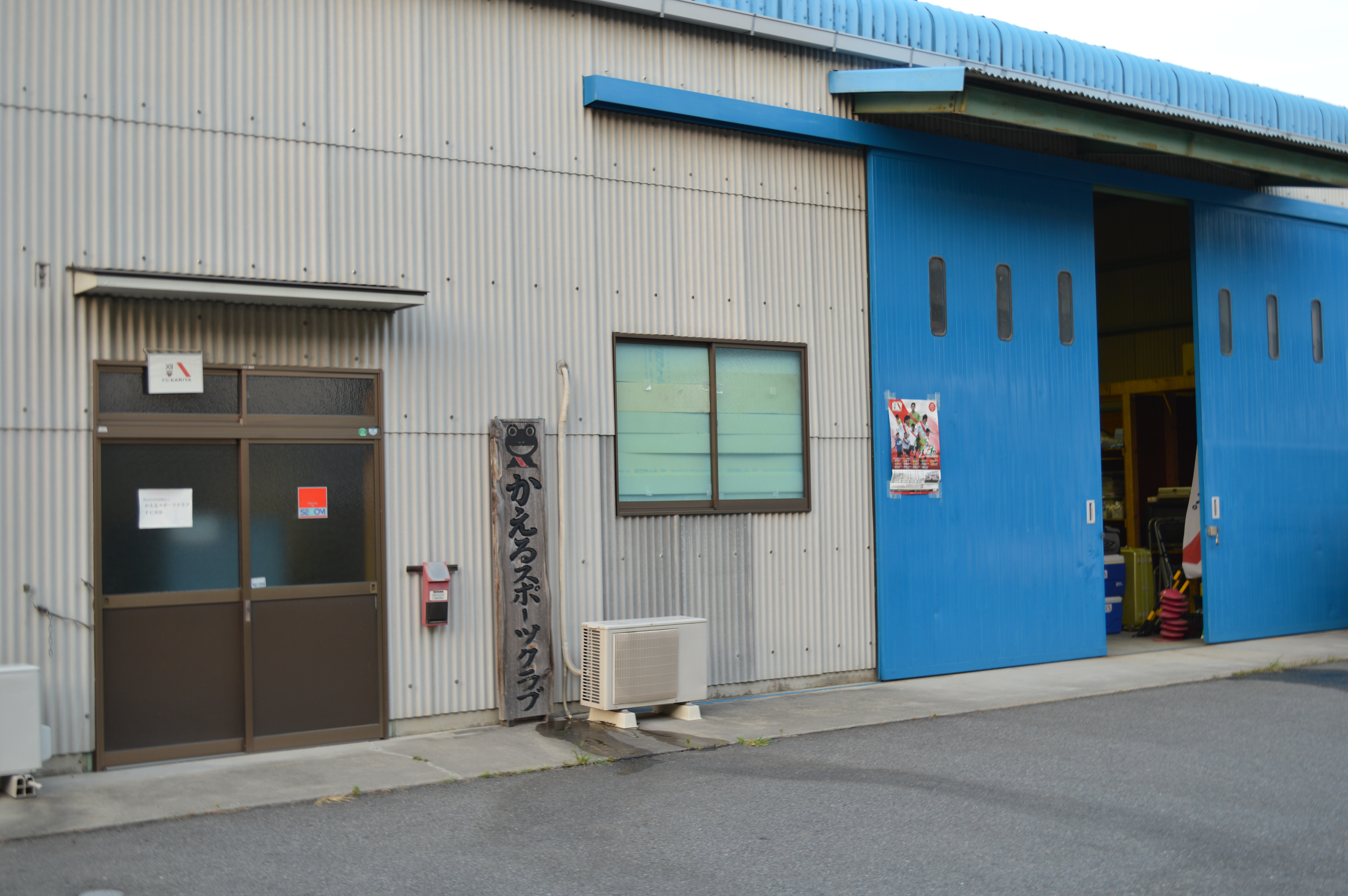
FC刈谷の運営母体のかえるスポーツクラブ
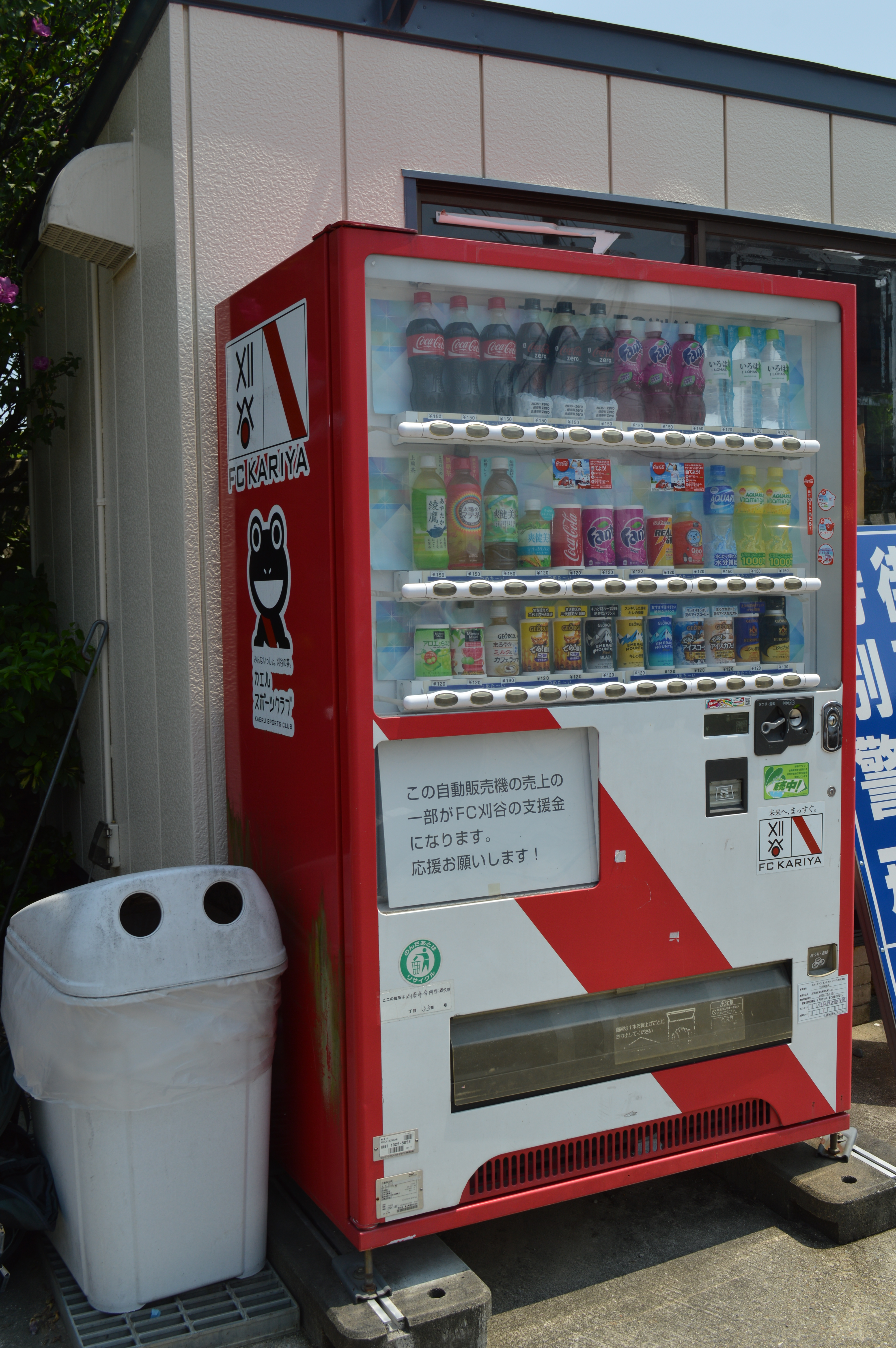
FC刈谷の赤だすきがデザインされた自動販売機